# 塩小路氏 (地下家)
塩小路家（しおこうじけ）は、九条家の家司を代々務めた地下家。

## 概要
『地下家伝』には「菅原唐橋庶流/元信濃小路庶流橘氏」とある。
『寛政重修諸家譜』には、唐橋在数の次男（実際にはその子・唐橋在名の子と考えられる）・一色昭孝（唐橋在通）の庶子に塩小路通規がおり、塩小路某の養子になったとされる。昭孝は慶長年間（従五位下に叙された慶長16年（1611年）4月21日、あるいは従五位上に叙された同17年（1612年）1月5日か）に唐橋家を継承したとされている。
信濃小路家が本姓を醍醐源氏から橘氏に改めたのは、元和6年（1620年）6月1日に九条幸家が信濃小路宗増に命じたためである。
通規の子は不明だが、『地下家伝』によると通規が生きた約100年後の元禄8年（1695年）1月7日には塩小路光高が生まれている。光高の子は光貫、その子は近貫と経之がおり、経之の跡は「肥前守季綱次男」の光徳が継いだ。光徳の子は光孚。